# Endasys femoralis
Endasys femoralis là một loài tò vò trong họ Ichneumonidae.